# St. Louis Blues
St. Louis Blues este o echipă profesionistă americană de hochei pe gheață din St. Louis, Missouri. Echipa este membră a Diviziei Centrale a Conferinței de Vest a NHL. Numele echipei provine de la cântecul celebru "Saint Louis Blues" al lui W.C.Handy și își dispută meciurile pe Scottrade Center din centrul St. Louis. Franciza a fost fondată în 1967 ca extindere a NHL de la șase la 12 echipe. St. Louis Blues a câștigat o singură dată Cupa Stanley, în 2019.

## Istoria francizei

### Începuturile și primele trei apariții în finala Cupei Stanley (1967-1970)
Blues a fost una din cele șase echipe adăugate NHL la extinderea din 1967, împreună cu Minnesota North Stars, Los Angeles Kings, Philadelphia Flyers, Pittsburg Penguins și California Seals.
St. Louis a fost ultima dintre cele șase echipe care au fost acceptate în NHL, în dauna celor din Baltimore, la insistențele Chicago Black Hawks. Black Hawks era deținută de influenta familie Wirtz din Chicago, cea care deținea și era proprietara St. Louis Arena. Familia Wirtz a făcut presiuni asupra NHL pentru a acorda o franciză celor din St. Louis, echipă care nu făcuse o cerere până atunci. Președintele NHL, Clarence Campbell a spus în timpul întâlnirilor privind extinderea din 1967, "Ne dorim o echipă în St. Louis datorită locației geografice a orașului și a faptului că are o locație adecvată". . Primii proprietari ai echipei au fost Sid Salomon Jr., un magnat în domeniul asigurărilor, fiul său, Sid Salomon III, și Robert L. Wolfson, cărora le-a fost acrodată franciza în 1966. În grupul de 16 investitori care au aplicat pentru a primi franciza s-au aflat și Stan Musial, fost mare jucător al echipei St. Louis Cardinals, precum și partenerul său de afaceri, Julius ”Biggie” Garagnani, acesta din urmă decedând însă, pe 19 iunie 1967, cu trei luni înainte de începerea sezonului. După achiziționarea francizei în 1966, Salomon a cheltuit câteva milioane de dolari pentru a renova arena veche de 38 de ani, mărind astfel numărul de locuri de la 12.000 la 15.000.
Blues au fost antrenați la început de Lynn Patrick care și-a dat demisia la sfârșitul lui noiembrie după ce a înregistrat 4 victorii, 13 înfrângeri și 2 egaluri. A fost înlocuit de antrenorul secund Scotty Bowman care a condus echipa la un număr record de victorii pentru restul sezonului. Deși regulile NHL a păstrat jucătorii vedetă la echipele care au format liga de la începuturi, Blues au reușit să iasă în evidență în Divizia Vest. Blues a reușit să ajungă în finala Cupei Stanley în fiecare din primele lor trei sezone, fiind învinsă de Montreal Canadiens în 1968 și 1969, apoi de Boston Bruins în 1970.
Primele echipe Blues îi includeau pe veteranii Doug Harvey, Don McKenney și Dickie Moore, pe portarii Glen Hall și Jacques Plante, care au câștigat Trofeul Vezina (acordat portarilor echipei care primeau cele mai puține goluri) în 1969. În fața lor erau niște fundași foarte talentați ca Jim Roberts, căpitanul Al Arbour și pe frații Bob și Barclay Plager. Phil Goyette a câștigat Trofeul Lady Byng (acordat pentru sportivitate și abilitate de a juca la standarde înalte) pentru Blues în 1970, iar Red Berenson, fost jucător la New York Rangers a devenit figura primul mare nume al echipei, jucător ce avea să joace în centrul echipei. Arena lor a devenit una dintre cele mai zgomotoase stadioane din NHL, reputație pe care au păstrat-o mai mult timp. 
În același timp, Salomon și-a câștigat reputația de proprietar favorit în rândul jucătorilor. Le dădea jucătorilor mașini și le plătea vacanțe în Florida. Jucătorii, care erau tratați de obicei ca simple bunuri, simțeau că singurul mod de a răsplăti generozitatea proprietarului era să dea totul pe gheață la fiecare meci.

### Perioada dificilă pentru Blues (1970-1977)
Succesele înregistrate de Blues de la sfârșitul anilor '60, nu au continuat și în anii '70, după ce formatul play-off-ului Cupei Stanley s-a modificat, iar echipa Chicago Black Hawks a fost mutată în Conferința de Vest. În 1971, după o dispută cu Sid Salomon III care începuse să aibă un rol mai important în cadrul echipei, antrenorul Scotty Bowman pleacă la Montreal Canadiens. Veteranii Hall, Plante, Goyette și transferul lui Berenson au micșorat forța echipei. Transferul lui Berenson l-a adus, totuși, pe centrul Garry Unger de la Detroit Red Wings, cel care avea să marcheze 30 de goluri în opt sezoane consecutive bătând și recordul celor mai multe meciuri consecutive jucate în NHL. Deși îi avea pe Unger și pe frații Plager în apărare, echipei îi lipsea un atac performant, astfel că Vestul a fost dominat de Chicago Black Hawks și Philadelphia Flyers. Saint Louis a ratat fazele eliminatorii pentru prima dată în 1974.
O nouă rearanjare a diviziilor a plasat echipa în Divizia Smythe în anul următor și echipa cunoaște sezoane bune cu atacantul Chuck Lefley în echipă și cu revenirea lui Berenson, dar divizia Smythe era în general atât de slabă încât a devenit sinonimă cu mediocritatea - Blues au câștigat titlul pe divizie în 1977, atunci când au terminat cu 5 partide sub pragul de 50% - și St Louis lipsește din playoff în următoarele două sezoane.
În această perioadă, franciza a cunoscut grave probleme financiare. Acest lucru s-a datorat în parte din cauza presiunilor NHL, dar mai ales datorită deciziilor financiare luate de familia Salomon, atunci când a preluat franciza. Contractele amânate au ajuns la scadență în momentul în care performanțele celor de la Blues au început să scadă. Salomon s-au gândit serios la faliment și pentru a evita acest lucru, au făcut reduceri majore în rândul personalului echipei, reducând-o la doar trei angajați. Unul dintre acești angajați a fost Emile Francis, care era președinte, director general și antrenor. Mai mult decât atât, Francis a fost pus uneori să participe la întreținerea arenei.

### Era Purina (1977-1986)
În cele din urmă, în 1977, Salomon a găsit un cumpărător pentru Blues în persoana gigantului de hrană pentru animale Ralston Purina care a redenumit Arena în "Checkerdome". Robert L. Wolfson ajutat la efectuarea transfer către Purina, care a permis păstrarea celor de la Blues în St Louis.
După un sezon cu doar 18 victorii, care este cel mai slab sezon din istoria francizei, Blues se califica pentru playoff în 1980, prima calificare din cele 25 de calificări consecutive. În 1981, echipa a terminat a doua în liga in timpul sezonului regulat, Berenson a devenit antrenorul echipei și tineri promițători, incluzându-i pe Wayne Babych marcator a 54 de goluri, viitor membru al Hall of Fame Bernie Federko, inspiratul căpitanul Brian Sutter și portarul Mike Liut. Blues nu au avut același noroc în playoff, pierzând la capătul a șase meciuri cu New York Rangers, în al doilea tur.
Blues a coborât încet sub nivelul de 50% al victoriilor, dar au participat totuși în play-off în 1982 și 1983. Purina a pierdut aproximativ 1,8 milioane dolari pe an pentru a deține echipa Blues, dar primit aceste pierderi mai degrabă în mod filozofic, considerând că preluarea clubului a fost o responsabilitate civică. În 1983, președintele companiei Purina, R. Hal Dean, s-a retras. Succesorul său s-a concentrat pe activitățile de hrană pentru animale și nu a fost interesat de hochei, astfel că a pus echipa la vânzare. Compania a abandonat curând echipa și au apărut multe incertitudini legate de viitorul clubului. Nu a trimis nici un reprezentant al echipei la Draftul din 1983 astfel că au pierdut toate posibilele lor alegeri de jucători. Purina a găsit în sfârșit un cumpărător, sau - mai degrabă - un grup de investitori condus de fondatorul Asociației Mondiale de Hochei și patron al Edmonton Oilers, Bill Hunter. Acesta din urmă a făcut apoi planuri de a muta echipa în Saskatoon, în provincia canadiană Saskatchewan. Nedorind să piardă o piață atât de mare precum cea din St. Louis, NHL a refuzat transferul. Hunter a închis Checkerdome și predat echipa ligii. Echipa a fost foarte aproape să se dizolve când, în iulie 1983, Harry Ornest, un om de afaceri din Los Angeles a venit și a salvat franciza în ultimul moment. La achiziționarea echipei Ornest a modificat imediat numele arenei în St. Louis Arena.
În ciuda faptului că avea un buget strâns, echipa a fost în măsură să revină foarte repede. Doug Gilmour, care a fost ales de către St Louis în 1982, a ieșit la suprafață ca un jucător vedetă. Deși echipa a rămas competitivă, Blues nu au putut să țină toți jucătorii tineri. Mai mulți jucători tineri s-au alăturat celor de la Calgary Flames, datorită lui Al MacNeil, director al echipei canadiene. De fapt, mulți tineri vedetă de la Blues, cum ar fi Rob Ramage și Gilmour au fost jucătorii de bază ai celor din Calgary în 1989, când au câștigat Cupa Stanley. De la St Louis, Sutter și Federko au fost, probabil, singurii de neatins. În 1986, au ajuns în semifinalele Ligii împotriva celor din Calgary. Golul din prelungiri al lui Doug Wickenheiser, în cel de-al șaselea joc, atunci când au revenit de la 1-4 și 2-5 (6-5, scorul final) rămâne unul dintre cele mai mari momente din istoria echipei, St. Louis pierzând în cel de-al șaptelea meci cu 2-1. După acest sezon, Ornest a vândut echipa unui grup condus de omul de afaceri din St. Louis, Michael Shanahan.

### Pe drumul spre noua arenă (1987-1996)
Blues a rămas o echipă competitivă la sfârșitul anilor 1980 și începutul anilor 1990. Directorul Ron Caron, unul dintre cei mai inteligenți din Ligă, a reușit achiziționarea unor jucători impozanți ca Brett Hull, Adam Oates, Curtis Joseph, Brendan Shanahan și Al MacInnis. Deși a fost un concurent serios în această perioadă, Blues nu a ajuns în finala conferinței decât o dată, în 1986. Succesele echipei au fost suficiente, totuși, pentru ca un consorțiu de 19 companii să cumpere echipa. Consorțiul a oferit, de asemenea, capitalul necesar pentru a se construi Kiel Center, acum cunoscut sub numele de Scottrade Center, care a fost deschis în 1995.
Fiul celebrului "Golden Jet" Bobby Hull, "Golden Brett" a rămas una dintre cele mai mari vedete ale ligii și un marcator senzațional, înscriind 86 de goluri in 1990-1991 - al treilea în urma lui Wayne Gretzky (care a jucat pentru scurt timp pentru St Louis Blues în 1996) în istoria NHL la capitolul goluri marcate într-un sezon. Gretzky a marcat 92 de goluri în sezonul 1981 - 1982 și 87 în sezonul 1982-1983. Blues a fost a doua cea mai bună echipă în sezonul regulat 1990-1991, dar înfrângerea în al doilea tur în față celor de la Minnesota Nord Stars a fost simbolică pentru dificultățile lor în fazele eliminatorii care au continuat de-a lungul deceniului, ceea ce a dus la angajarea unui nou antrenor, Mike Keenan.

### Trofeul Președinților (1997-2006)
"Iron Mike" Keenan a fost angajat ca director general și antrenor înainte de sezonul 1994-1995, sezon care a fost scurtat, din cauza unei greve. Keenan a fost prezentat ca "antrenorul fazelor eliminatorii", care ar putea rezolva problemele celor de la Blues în playoff. De la sosirea sa, a instituit schimbări majore, incluzând transferul unor jucători favoriți ai suporterilor Brendan Shanahan și Curtis Joseph sau achiziționarea legendarului, dar îmbătrânitului Wayne Gretzky, care nu a jucat decât puține meciuri și a portarului Grant Fuhr, ambii jucători de la Los Angeles Kings, echipă aflată în declin (din cauza unor critici publice a antrenorului Gretzky a plecat la New York Rangers ca jucător liber de contract la finalul sezonului, deși la Blues avea un contract mai avantajos). În ciuda a tot ce trebuia să realizeze, St Louis a fost eliminată în primul tur al play off-ului în 1995 și în al doilea în 1996. Nici suporterii, nici proprietarii echipei nu l-au mai susținut pe Keenan, astfel că a fost demis la 19 decembrie 1996. Caron a fost reinstalat ca manager general interimar pentru restul sezonului, și la 9 iunie 1997, Blues l-au numit pe Larry Pleau în această poziție. Asta însă nu l-a oprit pe Brett Hull, care avusese lungi certuri cu Keenan, să plece la Dallas Stars în 1999, echipă cu care a câștigat Cupa Stanley în anul următor.
Fundașul Chris Pronger, achizționat de la Hartford Whalers în 1995 în locul lui Shanahan, atacanții Pavol Demitra, Pierre Turgeon, fundașul Al MacInnis și portarul Roman Turek au permis celor de la Blues să rămână concurenți puternici. În 1999-2000, ei au avut cele mai bune rezultate în NHL în timpul sezonului regulat și au câștigat trofeul președinților, dar au fost eliminați după șapte jocuri de San Jose Sharks, în primul tur al fazei eliminatorii. În 2001, Blues s-a calificat în finala Conferinței de Vest pierzând în cinci meciuri cu viitoarea campioană, Colorado Avalanche.
În ciuda anilor de mediocritate și stigmatul de a nu "trece niciodată în etapa următoare", Blues au avut prezențe în faza eliminatorie în fiecare an din 1980 în 2004, fiind a doua cea mai lungă perioadă în sportul profesionist din America de Nord. O dată cu epuizarea talentelor și a unei situații instabile din punct de vedere al proprietarilor, Blues a încheiat sezonul 2005-2006 cu cel mai rău record al lor în 27 de ani. Atunci au ratat prezența în faza eliminatorie pentru a patra oară în istoria lor. De asemenea, pentru prima dată în istoria clubului, susținerea foarte bună a spectatorilor a început să dispară, cu o afluență de aproximativ 12.000 de spectatori, ceea ce este departe de normalul de aproximativ 18 000 oameni într-o arenă de 19.500 de locuri.
Moștenitorul Wal-Mart, Bill Laurie, a cumpărat Blues în 1998, iar la 17 iunie 2005, el a anunțat că vinde echipa, după ani de alegeri proaste legate de personal făcute de directorul Larry Pleau și de ceea ce mulți au văzut ca o neglijare a echipei din partea Laurie, fost jucător de baschet, care a dorit o echipa din NBA, dar pe care nu a primit-o. La 29 septembrie 2005 s-a anunțat că Laurie a semnat un acord de a vinde Blues lui Dave Checketts. La 14 noiembrie 2005, echipa a anunțat că grupul Checketts, Sport Capital Partners, s-a retras de la negocierile pentru cumpărarea francizei.
La 27 decembrie 2005, Blues a semnat o scrisoare de intenție de a negocia exclusiv cu General Sports and Entertainment, LLC. Între timp, după perioada de exclusivitate, Checketts a revenit în cursă. În cele din urmă, la 24 martie 2006 că Laurie a finalizat vânzarea Blues lui Checketts, Sport Capital Partners (SCP) și TowerBrook Capital Partners. Checketts l-a numit imediat pe John Davidson ca președinte al echipei, plasându-l pe Pleau pe un rol de consultant. Fostul portar al lui New York Rangers a făcut rapid câteva transferuri: veteranii Jay McKee, Bill Guerin și Manny Legacé aduși ca jucători liberi de contract și aducerea lui Doug Weight după un popas scurt, dar productiv, la Carolina Hurricanes. Davidson a încercat apoi construirea unei baze puternice de jucători americani în cadrul organizației.

### Sezonul de reconstrucție
În urma dezamăgitorului sezon 2005-2006 în urma căruia Blues a avut cel mai slab record în NHL, noua echipă de conducere a subliniat că scopul echipei era de a avea o echipa competitivă pentru câștigarea Cupei Stanley în următorii ani, dar a reamintit suporterilor că acel an va fi axat pe reconstrucția francizei. La începutul sezonului 2006-2007, Blues părea o echipă competitivă pentru a concura în Divizia Central. Cu toate acestea, accidentările au blocat performanțele lor; cei trei apărători Barret Jackman, Christian Bäckman și Jay McKee au fost accidentați la începutul sezonului și, în plus, echipei îi lipsea un marcator adevărat.
Sprijinul fanilor a fost modest în prima jumătate a sezonului 2006-07, din două motive: St Louis Cardinals câștigat World Series la baseball și a distras atenția de la Blues, precum și slabul jocul de la începutul sezonului a dus la o lipsă de susținători pentru a cumpăra bilete ca un cadou de Crăciun. Anul calendaristic se încheie cu o serie de 11 înfrângeri consecutive. Mulți fani ai hocheiului, precum și câțiva experți au speculat că cel mai frumos cadou de Crăciun pe care Checketts și Davidson l-ar putea face ar fi să îl demită pe antrenorul Mike Kitchen, în speranța că un nou antrenor ar putea ajuta echipa să reînceapă să câștige meciuri. La 11 decembrie 2006, Blues au anunțat concedierea lui Kitchen, care este înlocuit de fostul antrenorul principal al celor de la Los Angeles Kings Andy Murray. După ce au pierdut meciuri importante, Blues au început la mijlocul lunii decembrie să o ia într-o nouă direcție.
Murray a luat măsuri pentru a-și mări forța echipei schimbând liniile și încurajând fundașii ofensivi precum Dennis Wideman, Eric Brewer și Christian Bäckman să joace mai des în zona de atac lucru care a funcționat. Pe 4 ianuarie 2007, Blues avea șapte victorii și trei înfrângeri în ultimele zece jocuri, cea mai bună performanță din NHL. De asemenea, Blues, cu Murray la cârmă, a egalat recordul NHL pentru cele mai multe jocuri, fără a primi un gol în prima repriză din douăsprezece meciuri. O parte din succesul Blues poate fi atribuit nivelului remarcabil de joc al tinerelor speranțe care au fost rechemate de la clubul-școală al Blues, Peoria Rivermen, din Liga Americană de Hochei, în special David Backes și Lee Stempniak. La aceste succese a contribuit și jocul bun al lui Bill Guerin și Manny Legace.
După victoria contra lui San Jose Sharks cu 1-0 pe 20 ianuarie 2007, Blues a înregistrat un record de 12 victorii din 19 decembrie. Acel record a fost cel mai bun din NHL și i-a adus la opt puncte distanță de locul 8, care ducea la calificarea în playoff-ul Conferinței de Vest.
Schimbarea în conducere a fost în mare parte reușită, Blues având un palmares de 17 victorii, 7 egaluri și 3 înfrângeri din 19 decembrie până în 16 februarie. St. Louis a câștigat împotriva celor mai bune echipe în această perioadă, inclusiv Dallas Stars, Anaheim Ducks, Detroit Red Wings, San Jose Sharks, Nashville Predators, Buffalo Sabres, New Jersey Devils și Pittsburgh Penguins. În plus, albaștrii au înregistrat șase victorii fără să primească gol în timpul acestor două luni, ceea ce este o dovadă a jocului bun al portarului Manny Legace. Numărul suporterilor Blues a fost în creștere. Conducerea a făcut o mulțime de promovări, inclusiv ceremoniile de aniversare a 40 de ani de la înființare, iar cu echipa jucând bine, spectatorii s-au întors în arenă ajungându-se la o medie de 15.000 de spectatori pe meci.
La 24 februarie 2007, Blues i-a prelungit contractul apărătorului Eric Brewer pentru încă patru sezoane, iar lui Manny Legace pentru două sezoane. Chiar înainte de termenul limită de tranzacționare din 2007, Blues i-au cedat pe Bill Guerin la San Jose Sharks, Keith Tkachuk la Atlanta Thrashers și Dennis Wideman la Boston Bruins fiind aduși câțiva jucători de perspectivă.
După ce Tkachuk a revenit la Blues în vara următoare ca jucător liber de contract, în sezonul următor, echipa l-a adus pe atacantul Brad Boyes, achiziționat de la Bruins în schimbul lui Wideman, devenind jucătorul lui Blues care a marcat cel mai rapid 40 de goluri în sezonul regulat de la Brett Hull încoace. După ce l-au pierdut pe căpitanul Dallas Drake, care a preferat să plece la Detroit în timpul verii, Blues a jucat prima jumătate a sezonului fără căpitan, apoi i-au oferit această onoare lui Eric Brewer pe 8 februarie 2008.
După ce au ratat intrarea în playoff în cele cinci sezoane precedente, Blues au revin puternic în sezonul 2008-2009, în special datorită sosirii veteranilor Paul Kariya și Andy McDonald, precum și apariției tinerilor David Perron, Erik Johnson și Chris Mason. Cu toate acestea, bucuria a fost de scurtă durată, deoarece echipa a pierdut în patru meciuri împotriva lui Vancouver Canucks încă din primul tur.
Pe 2 ianuarie 2010, după ce au avut un alt început prost de sezon, Blues au decis să-l concedieze pe antrenorul Murray. Această schimbare nu a fost însă suficientă pentru ca echipa să participe la playoff-ul de la sfârșitul sezonului. La finalul sezonului, clubul a anunțat angajarea lui Davis Payne ca nou antrenor al echipei.
Pe 17 iunie 2010, Blues l-au achiziționat pe portarul Jaroslav Halák, cedându-i pe Lars Eller și Ian Schultz la Montreal Canadiens. Albaștrii sperau că Halak, care i-a surprins pe experți cu sezonul său strălucit în 2009-2010 la Montreal, va da o nouă viață echipei pentru a se relansa repetându-și succesele din ultimul său sezon la Montreal cu Blues pentru sezoanele următoare.

### 2018-2019, sezonul primului titlu
În acest sezon, Blues au terminat pe locul trei în Divizia Centrală din Conferința de Vest. Aceștia i-au eliminat succesiv în playoff pe Winnipeg Jets, Dallas Stars și San Jose Sharks de fiecare dată în confruntări strânse care s-au joacă în minim 6 meciuri. Blues a câștigat prima Cupă Stanley din istoria lor pe 12 iunie 2019, învingându-i pe Boston Bruins în al șaptelea și ultimul joc al finalei.
Portarul Jordan Binnington devine al cincilea jucător din istoria ligii care a câștigat titlul în anul său de debut.